# Румен Георгиев
Румен Георгиев Георгиев е български юрист, директор на Националната следствена служба от 2002 до 2004 г.

## Биография
Роден е на 9 ноември 1956 г. в София. Завършва право в Софийския университет през 1979 г. От 1982 до 1986 г. е следовател в отдел „Следствен“ в София-град. От 1986 до 1987 г. е старши следовател в същия отдел. Между 1987 и 1990 г. е началник на отдел. В периода 1 август 1990 г. – 20 май 1992 г. е главен следовател в отдел „Информация и анализ“ на Главно следствено управление. Между 20 май 1992 г. и 9 декември 1998 г. е заместник-директор на Националната следствена служба и същевременно началник на отдел „Кадри“. След това е заместник-директор на Специализираната следствена служба до 2002 г., когато е определен за изпълняващ длъжността началник на Националната следствена служба. Остава на поста си до 2004 г. След това до 2006 г. е ръководител на отдел в службата. В периода 29 март 2006 г. – 3 октомври 2012 г. е заместник-директор на Националната следствена служба. От 3 октомври 2012 г. е член на Висшия съдебен съвет.